# Sakai

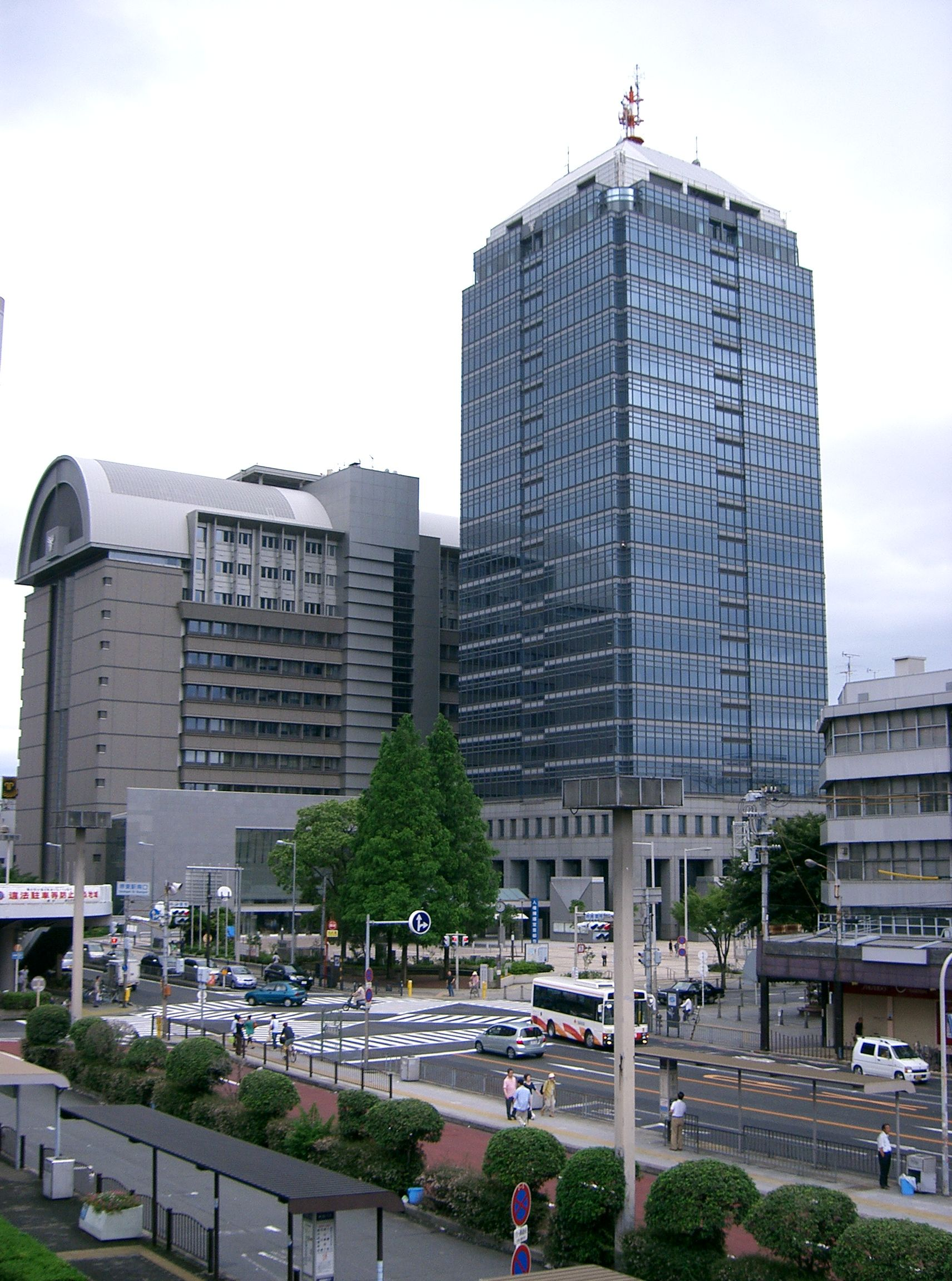
Stadshuset i Sakai

Sakai (堺市, Sakai-shi) är en stad belägen i Osaka prefektur, Japan. Staden grundades 1 april 1889.

## Administrativ indelning
Sakai är sedan 2006 en av landets numera tjugo signifikanta städer med speciell status (seirei shitei toshi). och delas som sådan in i ku, administrativa stadsdelar. Sakai består av sju stadsdelar.
|            |        | Invånare 1 oktober 2015 | Area (km²) |
| ---------- | ------ | ----------------------- | ---------- |
| Higashi-ku | 東区   | 85 267                  | 10,49      |
| Kita-ku    | 北区   | 159 110                 | 15,60      |
| Mihara-ku  | 美原区 | 39 213                  | 13,20      |
| Minami-ku  | 南区   | 147 903                 | 40,39      |
| Naka-ku    | 中区   | 124 518                 | 17,88      |
| Nishi-ku   | 西区   | 135 864                 | 28,62      |
| Sakai-ku   | 堺区   | 148 016                 | 23,65      |

## Personer från Sakai
- Sen no Rikyu
- Akiko Yosano